# Ladislav Štípek
Ladislav Štípek (10.6.1923, Praha – 13. února 1998, Barcelona) byl český stolní tenista.
Za svou kariéru získal celkem 19 medailí na mistrovství světa, z toho pět zlatých. Proslul především jako vynikající partner pro čtyřhru. Byl známý svou lehkovážnější povahou, která se občas projevila podceněním soupeře nebo bavením diváků na úkor výsledku.
V roce 1960 ukončil pro zranění aktivní sportovní kariéru. V pozdějších letech se stal uznávaným trenérem – postupně trénoval reprezentaci Československa, Peru a Španělska. V roce 1987 mu československé úřady odmítly povolit prodloužení dlouhodobého pobytu ve Španělsku, kde jednal o prodloužení trenérské smlouvy, takže byl donucen k emigraci. Do Čech se pak vrátil až po listopadovém převratu v roce 1989.